# Les Trophées
Les Trophées est un recueil de poèmes parnassiens de José-Maria de Heredia, publié en 1893 chez Lemerre et comprenant la quasi-totalité de son œuvre poétique. Composé de 118 sonnets et 4 poèmes, il est le dernier sommet du mouvement Parnasse.

## Réception
Le recueil connaît rapidement le succès dès son apparition auprès du grand public. José-Maria de Heredia incarne l’aboutissement du « poète orfèvre ». Maîtrisant parfaitement les formes classiques, il entraîne la quasi-disparition du lyrisme poétique, des épanchements sentimentaux chers aux romantiques dont il se distingue en privilégiant l’impersonnalité du sujet.
Heredia rejoint l’Académie française notamment grâce à cet ouvrage. Il éclaire la génération symboliste et demeure une référence absolue du Parnasse. L'œuvre est souvent traitée et analysée comme une synthèse du XIXe siècle parnassien, caractérisé par son usage d’érudition, d’esthétique et ses évocations poétiques.

## Structure du recueil
Le recueil est composé de 7 parties ;  les trois premières suivent un ordre chronologique :
- La Grèce et la Sicile (39 sonnets)
- Rome et les barbares (23 sonnets)
- Le Moyen Âge et la Renaissance (25 sonnets)
- L'Orient et les Tropiques (9 sonnets)
- La nature et le rêve (22 sonnets)
- Romancero (3 poèmes)
- Les Conquérants de l'Or (1 poème)

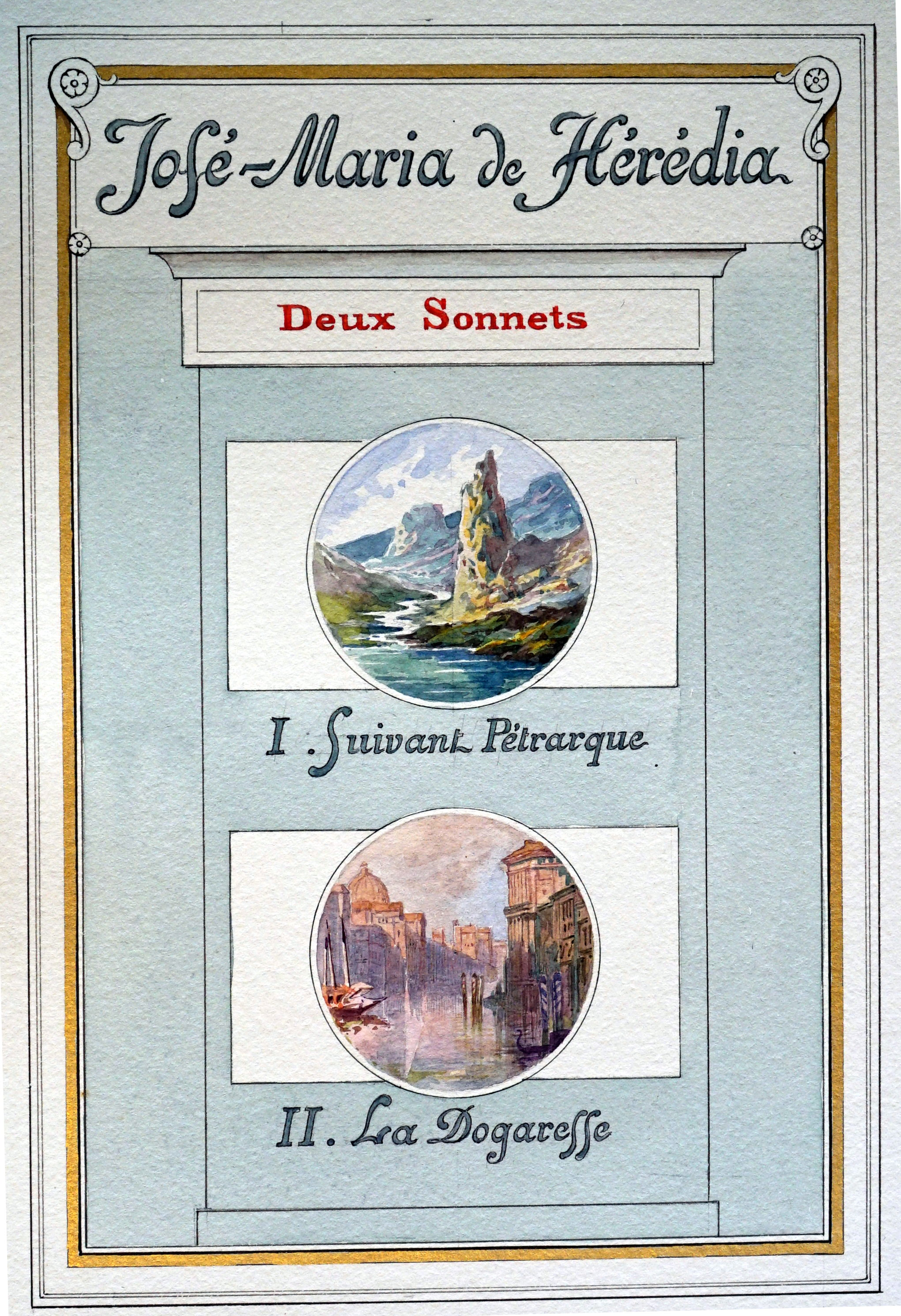
Deux poèmes illustrés par Eugène Auger,
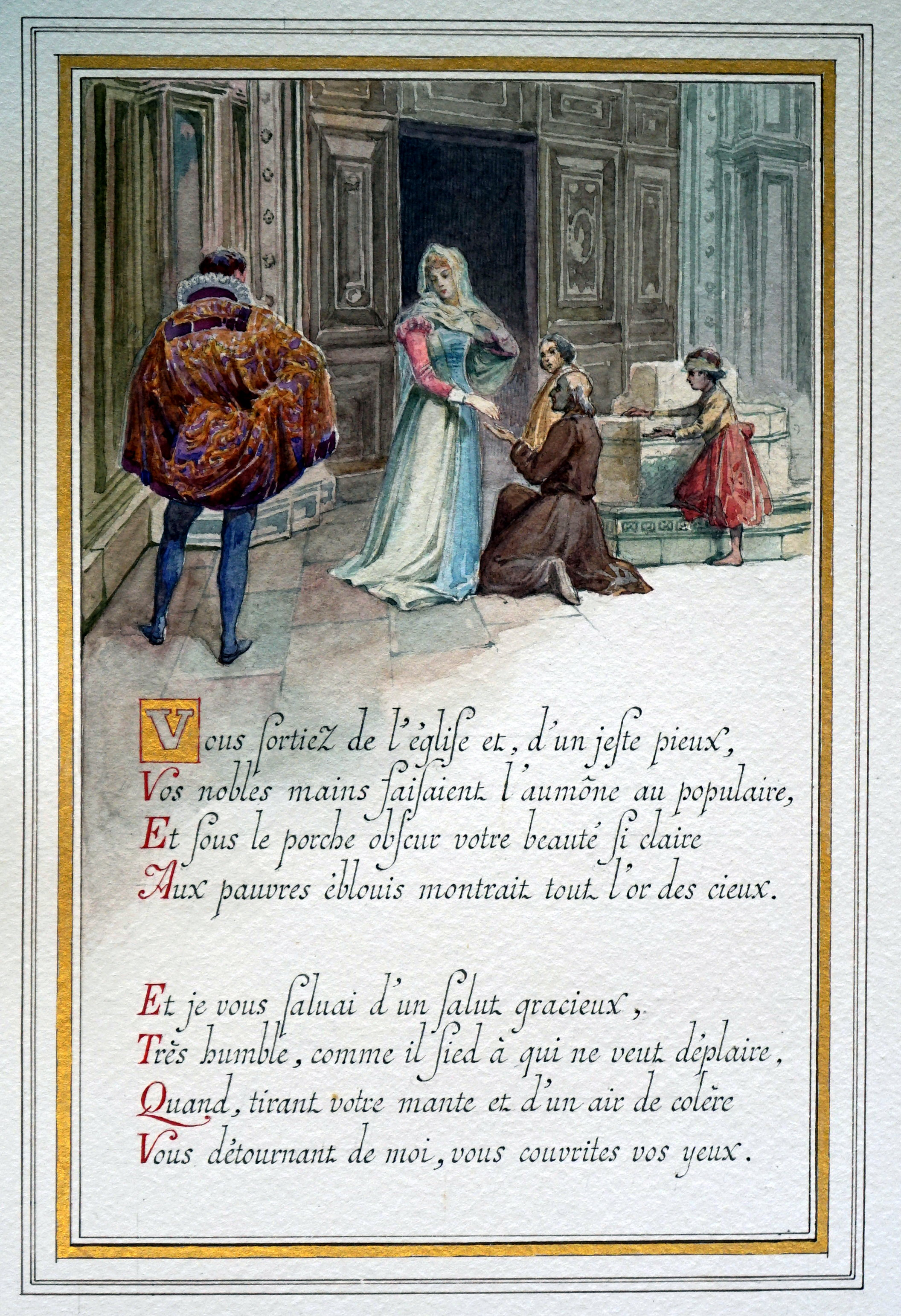
Suivant Pétrarque,
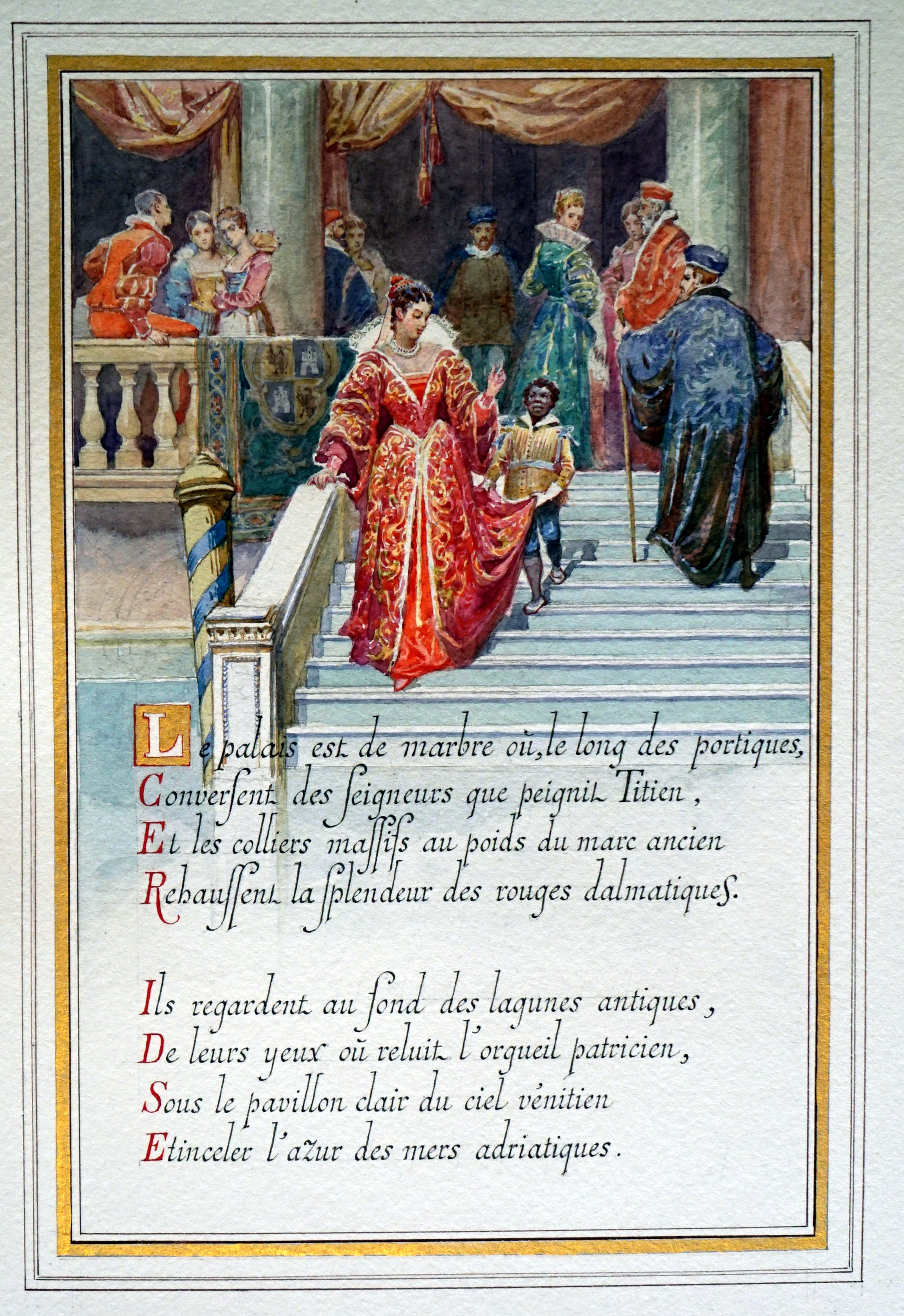
La Dogaresse.

## Éditions
L'édition originale, in-8°, est datée de 1893 mais en réalité tirée en décembre 1892. Succès rapide et éclatant, elle est suivie d'une nouvelle édition in-8° en février 1893 puis d'une édition in-12 en mars 1893 où figure un poème supplémentaire, « Le Thermodon ».
L'édition Descamps-Scrive de 1907 (in-4°) est posthume, mais ses épreuves ont été relues par Heredia. Elle fait figurer deux poèmes supplémentaires, « Les Rostres » et « Un nom ». 